# Myssholmen (vid Gäddbergsö, Lovisa)
Myssholmen är en ö i Finland. Den ligger i Finska viken och i kommunen Lovisa i landskapet Nyland, i den södra delen av landet. Ön ligger omkring 81 kilometer öster om Helsingfors.
Öns area är 8,5 hektar och dess största längd är 370 meter i öst-västlig riktning.